# 1998년 토론토 국제 영화제
제23회 토론토 국제 영화제는 1998년 9월 10일에 열린 시상식이다.

## 수상 및 후보

### 관객상
- 인생은 아름다워 - 로베르토 베니니 수상

### FIPRESCI-상
- 프레이즈 - 존 커랜 수상
- 웨스트 베이루트 - 지아드 도에이리 수상